# Brattnipene
Brattnipene är en bergstopp i Antarktis. Den ligger i Östantarktis. Norge gör anspråk på området. Toppen på Brattnipene är 2 370 meter över havet.
Terrängen runt Brattnipene är huvudsakligen kuperad, men åt sydost är den bergig. Trakten är obefolkad. Det finns inga samhällen i närheten. 